# 弗谢沃洛德·纳瑟高
弗謝沃洛德·納瑟高（英語：Vsevolod Nestayko，1930年1月30日—2014年8月16日）是一位烏克蘭現代兒童文學作者。他的作品深受烏克蘭人歡迎，使他本人被視為「國寶級」的作者。

## 生平
納瑟高的父母分別來自兩個在第一次世界大戰互相敵對的國家。其父齐诺维伊·纳瑟高曾效力於奧匈帝國，在希赫射击隊（奧匈帝國陆军前身）服役，之後加入烏克蘭加利西亞軍隊。齐诺维伊·纳瑟高的出生地有兩說：一是乌克兰的切尔涅利齐亚、一是奧地利首都维也纳。至於他的母親則是一名讲授俄國文學和俄语的老師，並且是俄羅斯帝國陸軍的護士。
1933年，齐诺维伊·纳瑟高在蘇聯的大清洗中被內務人民委員部所殺。此后，為躲避飢荒，納瑟高的母親帶着兒子搬到她姐妹所居住的基輔地區，弗谢沃洛德此後亦於基輔定居和工作。
苏德战争爆发时，弗谢沃洛德·纳瑟高年11岁，正就读小学四年级。纳粹德军占领基辅不久后，纳瑟高的母亲潜入一个有组织的地下学校继续上课。虽然她本身说俄语，但她认为儿子“应该学会父亲的语言”，所以送他入读教授乌克兰语的学校。
1947年，他入讀基輔大學，五年後從斯拉夫語语文学系学院畢業。之後他在《第聶伯人》（烏克蘭語：Дніпро）、《蔓長春花》和《青年》等雜誌工作。1958年，他得到德米特里·瓦西里耶維奇·特卡奇等几个人的推荐而加入了乌克兰作家联盟。從1956年到1987年，納瑟高是兒童文學雜誌《彩虹》的編輯。
自1956年起，納瑟高的著作被編成約30個結集出版，並被翻譯成全世界20多種語言，包括英語、德語、法語、西班牙語、俄語、阿拉伯語、孟加拉語、匈牙利語、羅馬尼亞語、保加利亞語和斯洛伐克語等。此外，由納瑟高創作的故事改編而成的電影亦多次獲得獎項，包括：
- Toreadors from Vasyukivka （1968年慕尼黑國際電影節（德语：Filmfest München）、1969年雪梨電影節（英语：Sydney Film Festival））
- The Fraud “F”（1984年全蘇聯電影節（俄语：Всесоюзный кинофестиваль））、1985年保加利亞加布羅沃電影紀念獎項）[4]。

除了編寫兒童文學，納瑟高亦曾參與編排烏克蘭學校課程的工作。
2010年1月20日，時任烏克蘭總統維克多·安德烈耶維奇·尤先科向納瑟高頒發智者雅羅斯拉夫勳章。

## 文藝創作
納瑟高的作品以採用有趣的角色名字以及幽默的劇情為主要特點，這些故事通常避談政治。雖然他曾經創作過兩個有關列寧的故事，但在遭到制止後，他就不再創作政治故事。

### 文獻
烏克蘭語 
- Мельничук Б., Федечко М. Нестайко Всеволод Зіновійович: Тернопільський енциклопедичний словник / Яворський Г. та ін. — Тернопіль: Збруч, 2010. — Т. 4. — 413 с. — ISBN 978-966-528-318-8.
- Барановська Софія. Рід Нестайків: Бучач і Бучаччина. Історично-мемуарний збірник / Островерха М. та ін. — Нью-Йорк, Лондон, Париж, Сідней, Торонто: НТШ, Український архів, 1972. — Т. XXVII. — 944 с.
- Шипилявий Степан. Бучаччина в боротьбі за самостійну Українську державу: Бучач і Бучаччина. Історично-мемуарний збірник / Островерха М. та ін. — Нью-Йорк, Лондон, Париж, Сідней, Торонто: НТШ, Український архів, 1972. — Т. XXVII. — 944 с.

 英語 
- International Board on Books for Young People. 1979, International Year of the Child: Special Hans Christian Andersen Honor List 1979 ; a Selection of Outstanding Children's Books from 19 Countries. — Stougaard Jensen, 1979. — 44 с.

### 網路資源
1. 1 2  . Корреспондент. 2014-08-17  [2015-09-04]. （原始内容存档于2015-10-05） （乌克兰语）.
2. 1 2  . Dyvys.info. 2014-08-16  [2015-09-04]. （原始内容存档于2014-08-18） （乌克兰语）.
3. 1 2 3 4 5 6 7 8 9 10 11  （乌克兰語） DIED Vsevolod Nestayko （页面存档备份，存于）, Ukrayinska Pravda (17 August 2014)
4. 1 2 3 4 5 6  . A-BA-BA-HA-LA-MA-HA.   [2015-09-04]. （原始内容存档于2015-10-03） （英语）.
5. 1 2 3 4 5  （俄文）. . . . 2010-02-10  [2015-09-04]. （原始内容存档于2016-03-17）.
6. 1 2  （俄文）Юлія Кацун. . . 2003-01-29  [2015-09-04]. （原始内容存档于2013-06-22）.
7. ↑  . . . 2010-02-10  [2015-09-04]. （原始内容存档于2013-06-22） （乌克兰语）.
8. ↑  . korrespondent.net. 2010-01-25  [2015-09-04]. （原始内容存档于2015-05-18） （俄语）.